# Sommer-Universiade 2011/Basketball
Die Basketballwettbewerbe der Sommer-Universiade 2011 fanden zwischen dem 13. und 22. August in Shenzhen statt. Während an den Frauenwettbewerb nur 16 Nationen teilnahmen, waren bei den Männer 24 Nationen am Start.

## Medaillengewinner
| Disziplin | Gold               | Silber            | Bronze     |
| --------- | ------------------ | ----------------- | ---------- |
| Frauen    | Vereinigte Staaten | Chinesisch Taipeh | Australien |
| Männer    | Serbien            | Kanada            | Litauen    |

## Medaillenspiegel
| Rang | Land               | G | S | B | Σ |
| ---- | ------------------ | - | - | - | - |
| 1    | Serbien            | 1 | 0 | 0 | 1 |
| 1    | Vereinigte Staaten | 1 | 0 | 0 | 1 |
| 3    | Chinesisch Taipeh  | 0 | 1 | 0 | 1 |
| 3    | Kanada             | 0 | 1 | 0 | 1 |
| 5    | Australien         | 0 | 0 | 1 | 1 |
| 5    | Litauen            | 0 | 0 | 1 | 1 |